# Txeremíssino
Txeremíssino (en rus: Черемисино) és un poble de l'óblast de Vladímir, a Rússia, segons el cens del 2010 tenia 107 habitants. Pertany al districte municipal de Múrom.